# Trentiner Landtag
Der Landtag des Trentino (italienisch Consiglio della Provincia autonoma di Trento) ist das gesetzgebende Organ der Autonomen Provinz Trient. Er besteht aus 35 Sitzen und verfügt seit Verabschiedung und Inkrafttreten des Zweiten Autonomiestatuts von 1971/72 über ebenso umfassende Gesetzgebungskompetenzen wie der Landtag im benachbarten Südtirol. Sein Tagungsort befindet sich im Amtsgebäude der Autonomen Region Trentino-Südtirol in Trient.

## Historische Bindung an den Regionalrat Trentino-Südtirols
Die Mitglieder des Trentiner Landtags sowie des Südtiroler Landtags bilden gemeinsam den Regionalrat für die Region Trentino-Südtirol. Formalrechtlich wurden von 1948 bis 1998 gemeinsam mit Südtirol Regionalratswahlen für den Regionalrat Trentino-Südtirol abgehalten, aus dem anschließend die beiden Landtage vom Trentino und von Südtirol besetzt wurden. Seit der italienischen Verfassungsreform 2001 gilt die umgekehrte Logik: Die Landtage vom Trentino und von Südtirol werden nun getrennt gewählt und bilden anschließend gemeinsam den Regionalrat.
Diese Umkehrung trägt vor allem der Kompetenzverschiebung Rechnung, die seit Verabschiedung (1971) und Inkrafttreten (1972) des Zweiten Autonomiestatuts die meisten Gesetzgebungskompetenzen vom Regionalrat auf die beiden Landtage verschoben hat, wodurch die institutionelle Bedeutung des ehemals bedeutenden Regionalrats stark geschmälert wurde. Im Vergleich mit anderen Regionalparlamenten in Italien, aber auch im Vergleich mit den Landtagen im benachbarten Österreich können die Landtage vom Trentino und von Südtirol verhältnismäßig viele Kompetenzbereiche mit eigenen Landesgesetzen regeln.

## Institutionelle Aufgaben
Dem Landtag hat im Rahmen der institutionellen Gewaltenteilung – neben seiner gesetzgebenden Tätigkeit – die Aufgabe, mit absoluter Stimmenmehrheit die Trentiner Landesregierung (Giunta provinciale) zu wählen. Diese ist im Rahmen der vom Landtag verabschiedeten Landesgesetze befugt, Verordnungen zu erlassen, die für die konkrete Umsetzung der Landesgesetze sorgen.
Der Landtag kontrolliert die Tätigkeit der Landesregierung über parlamentarische Anfragen (Interpellation) an einzelne Mitglieder der Landesregierung, über die Einsetzung von Kontrollausschüssen zu spezifischen Sachfragen und nicht zuletzt über die Verabschiedung des jährlichen Landeshaushalts, mit dem der Trentiner Landesregierung die notwendigen Geldmittel zur Ausübung ihrer Tätigkeit zur Verfügung gestellt werden.

## Wahlrecht
Das Wahlrecht ist im Landesgesetz Nr. 2 vom 5. März 2003 geregelt. Wahlberechtigt sind nach Artikel 12 alle Staatsbürger, die am Wahltag das 18. Lebensjahr vollendet haben, in der Wählerliste geführt werden und bis zum Tag der Wahlausschreibung mindestens ein Jahr ununterbrochen in der Autonomen Provinz Trient ansässig sind.
Das Wahlrecht sieht die Direktwahl des Landeshauptmanns vor. Letzterer wird von einer Liste oder einem Wahlbündnis mehrerer Listen unterstützt. Jeder Wähler hat eine Listenstimme. Zudem können bis zu zwei Vorzugsstimmen für die Kandidaten einer gleichen Liste abgegeben werden, der man auch die Listemstimme gegeben hat. Bei der Abgabe von zwei Vorzugsstimmen, muss jeweils eine Stimme auf eine Kandidatin und auf einen Kandidaten fallen. Werden zwei gleichgeschlechtliche Vorzugsstimmen abgegeben, wird die zweite Stimme als ungültig gewertet.
Zum Landeshauptmann wird derjenige Kandidat gewählt, der die meisten der gültigen Listenstimmen erhalten hat. Die Liste oder die Listen des siegreichen Wahlbündnisses erhalten automatisch, proportional zu den erhaltenen Stimmen, mindestens 17 von 35 Landtagssitzen plus einen Sitz für den Landeshauptmann. Sollte der Landeshauptmannkandidat mehr als 40 % der Listenstimmen erhalten haben, erhalten die ihn unterstützenden Listen 20 Landtagssitze plus einen Sitz für den Landeshauptmann. Der Opposition stehen unabhängig von der tatsächlichen Stimmverteilung mindestens 11 Landtagssitze zu. Im Gegenzug verfügt die siegreiche Liste oder Wahlbündnis maximal über 24 Sitze, 23 Landtagsabgeordnete und ein Landeshauptmann.
Der ladinischen Minderheit aus dem Fassatal steht seit Änderung des Wahlgesetzes 2003 per Gesetz ein Sitz im Landtag zu. Mitglied des Landtages wird derjenige Kandidat, der bei den Landtagswahlen in der meistgewählten Liste im Fassatal die meisten Listenstimmen hinter sich vereinigen kann.